# فرناندو گونزالس
 فرناندو گونزالس (انگلیسی: Fernando González؛ زاده ۲۹ ژوئیهٔ ۱۹۸۰) یک تنیس‌باز اهل شیلی است.